# Michael Ngadeu-Ngadjui

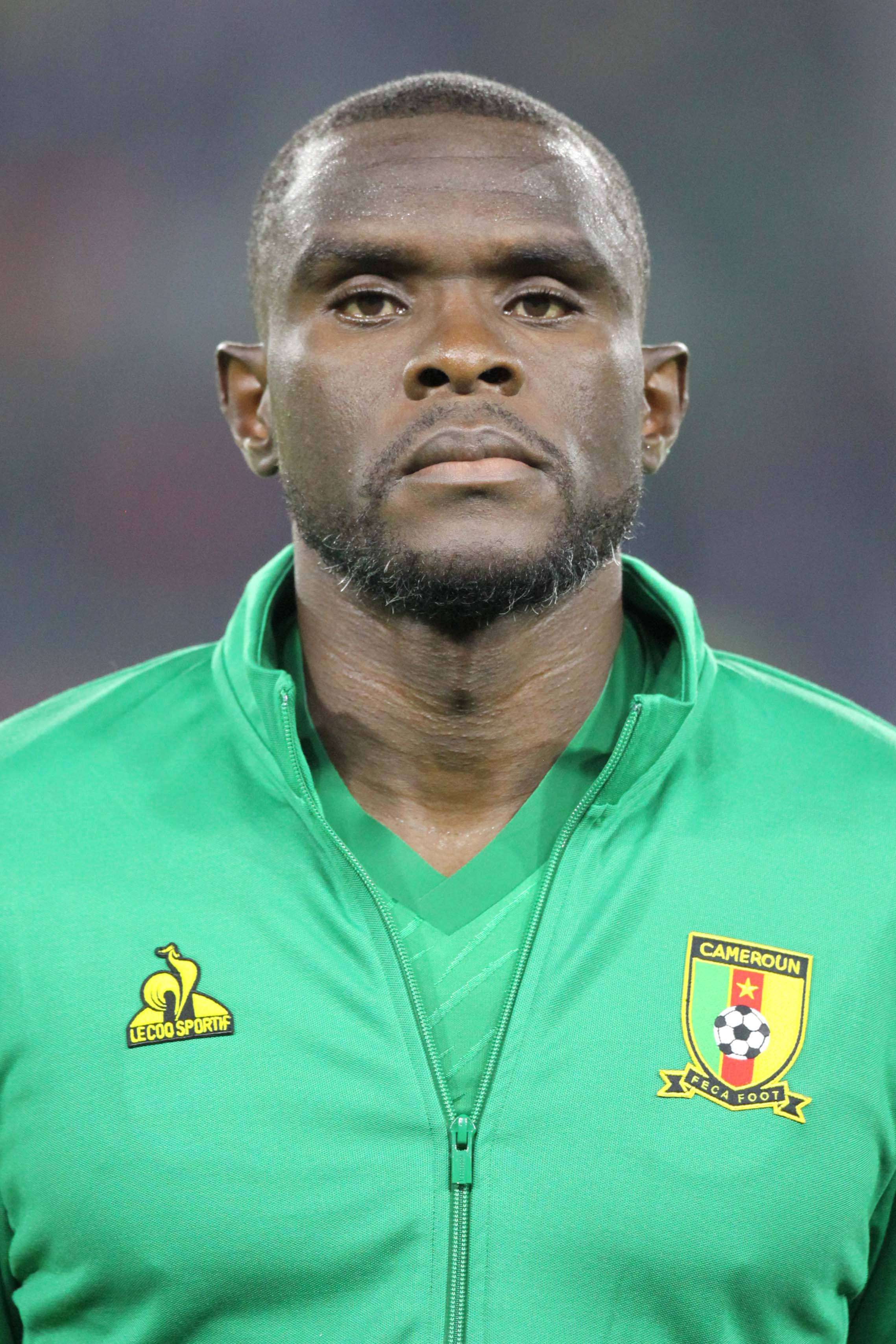
Michael Ngadeu-Ngadjui (2022)

Michael Ngadeu-Ngadjui (* 23. November 1990 in Maroua) ist ein kamerunischer Fußballspieler.

## Karriere

### Verein
In der Jugend war Ngadeu-Ngadjui bis 2007 bei Diables Rouges Maroua aktiv, danach spielte er von 2007 bis 2008 bei Union Douala. Nachdem Schulabschluss in Kamerun, kam er nach Deutschland um Bauingenieurwesen zu studieren. Während dieser Zeit spielte er für die 2. Mannschaft des SV Sandhausen sowie die 2. Mannschaft des 1. FC Nürnberg. Im Sommer 2014 wechselte er in die Liga 1 (Rumänien) zum rumänischen Verein FC Botoșani. Zwei Jahre später folgte der nächste Wechsel. Er ging nach Tschechien in die Erste tschechische Fußballliga der ersten Liga zu Slavia Prag. Dort gelang ihm Liga-Spiel am 25. Februar 2017 gegen 1. FK Příbram sein erster Hattrick. Das Spiel gewannen sie mit 8:1. Am Ende der EPojisteni.cz liga 2016/17 konnte die Mannschaft die Meisterschaft feiern.
Im Folgejahr gewann er mit Slavia Prag den tschechischen Pokal. In der Saison 2018/19 gelang ihm dann mit diesem Verein das Double, den Gewinn von Meisterschaft und Pokal.
Zur Saison 2019/20 wechselte er zum belgischen Erstdivisionär KAA Gent, wo er einen Vertrag über vier Jahre unterschrieb. Insgesamt bestritt er für Gent 119 Ligaspiele, in denen er neun Tore schoss, sieben Pokalspiele, 43 Spiele im Europapokal mit einem Spiel und das verlorene Spiel um den Supercup 2022.
Ende März 2023 wechselte er zum chinesischen Verein Beijing Guoan, bei dem er einen Vertrag mit einer Laufzeit von zwei Jahren unterschrieb.

### Nationalmannschaft
Der erste Einsatz in der A-Nationalmannschaft folgte im September 2016 im Qualifikationsspiel zur Fußball-Afrikameisterschaft 2017 gegen die gambische Nationalmannschaft. Bei der Afrikameisterschaft 2017 gelang ihm im zweiten Gruppenspiel gegen die guinea-bissauische Nationalmannschaft, sein erstes Tor. Mit der Nationalmannschaft wurde er Afrikameister und gehörte zudem zur Auswahl, der drei besten Abwehrspieler des Turniers.

## Erfolge

### Nationalmannschaft
- Afrikameister: 2017

### Verein
- tschechischer Meister: 2016/17 und 2018/19 mit Slavia Prag
- tschechischer Pokalsieger: 2018 und 2019 mit Slavia Prag
- belgischer Pokalsieger: 2022 mit KAA Gent